# Почтовое отделение США (Сафферн, Нью-Йорк)
Почтовое отделение США в Сафферне, Нью-Йорк  — находится на Честнат-стрит между хайвеем NY 17 59 и интерстейтом US 202, на северной окраине делового района деревни. Он обслуживает почтовый индекс 10901, охватывающий деревню Сафферн.
Здание было построено во время Нового курса Рузвельта и отражает архитектурные стили той эпохи, сочетая в себе элементы стиля колониального возрождения, предпочитаемого Министерством финансов для новых почтовых отделений в начале XX века, со стилем стримлайн модерн, преобладающим в конце 1930-х годов. Его интерьер украшен настенным рельефом Эллиота Минса, одним из многих публичных произведений искусства, заказанных Секцией живописи и скульптуры. Он был добавлен в Национальный реестр исторических мест в 1989 году.

## История создания

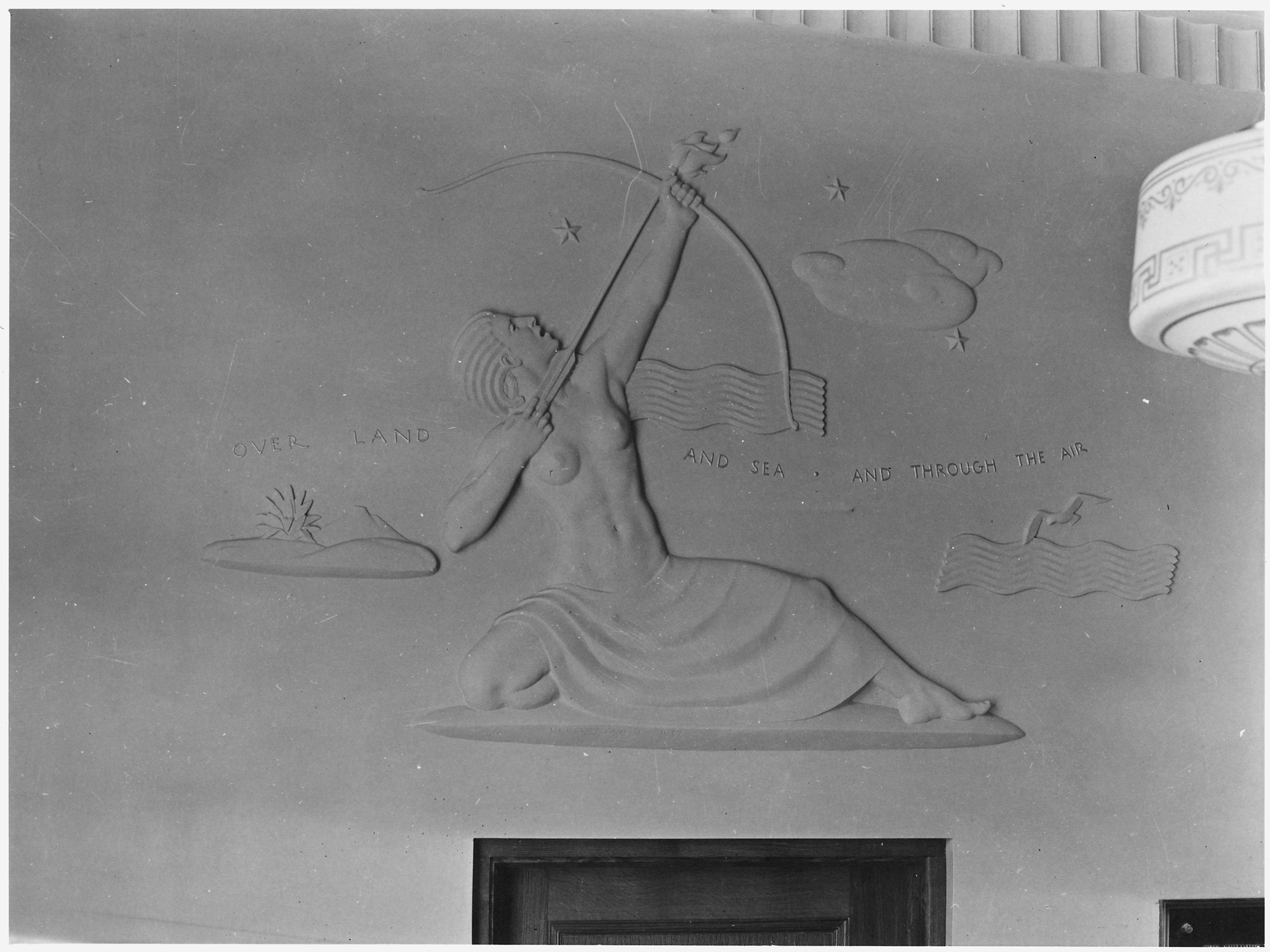
Барельеф Эллиота Минса

Первое почтовое отделение Сафферна было основано в 1797 году поселенцем Джоном Сафферном, но через десять лет перестало использоваться. Деревенская почта была официально восстановлена в 1858 году и на протяжении многих лет использовала несколько арендованных помещений. В 1931 году министерство финансов, которое в то время было головным агентством почтового отделения, убедило Конгресс выделить деньги на строительство отдельного здания почтового отделения в нескольких общинах Нью-Йорка, включая Сафферн.
Земля была куплена за 20 тысяч долларов в 1935 году. В следующем году почтовое отделение было построено за 90 тысяч долларов. Архитектор, курирующий казначейство, Луи Саймон использовал строгий дизайн в стиле колониального возрождения, который проявился в оформлении окон, облицовке кирпичом и многослойных створчатых окнах. Вариации этого основного дизайна можно найти в других почтовых отделениях Нью-Йорка, построенных Саймоном в этот период.
Но в гораздо большей степени, чем другие почтовые отделения, которые он построил в этот период в других частях штата, он включил в себя более современные элементы ар-деко и Streamline Moderne, такие как широкая кирпичная поверхность, использование алюминия в транце, известняковые зубцы. и отсутствие внешнего орнамента или карниза в противном случае. Только почтовое отделение в деревне Уэверли округа Шеманг, почти точная копия отделения Сафферна, использует столько модернистских элементов.
В 1937 году был добавлен рельеф, а в 1965 году в вестибюле установили люминесцентное освещение. С момента открытия в здании не было никаких серьезных изменений, кроме тех.

## Вид
Почтовое отделение представляет собой одноэтажное пятиэтажное здание со стальным каркасом и облицовкой из желтого кирпича . Он квадратной формы с задним крылом и плоской крышей.
Три центральных пролета переднего фасада выполнены симметричным вертикальным узором из зубчатого известняка с небольшой мраморной отделкой. Полированные алюминиевые буквы, прикрепленные к фасаду над главным входом, идентифицируют здание как почтовое отделение и его местонахождение. Некоторые алюминиевые фонарные столбы были добавлены с момента постройки здания.
Алюминий также используется для дверей и вестибюля, ведущего в L-образный вестибюль, который практически не пострадал от своего первоначального дизайна. Керамическая плитка используется для пола и пьедестала высоты счетчика. Вертикальная scalloping аналогична во внешности используется на штукатурке потолок в формованном карнизе.
На над входом к стене почтмейстер офиса «s является „Связь“, облегчение от скульптора Эллиота Минса. На нем изображена частично одетая женщина в окружении луны, облаков, звезд, гор и волн, стреляющая из лука пылающей стрелой.